# Anento
Anento est une commune d’Espagne, dans la province de Saragosse, communauté autonome d'Aragon comarque de Campo de Daroca. Anento appartient à l'association Les Plus Beaux Villages d'Espagne.